# Ахмедов, Якуб
Яку́б Ахме́дов  (узб. Yoqub Ahmedov, Ёқуб Ахмедов; род. 3 января 1938, Наманган, Узбекская ССР, СССР) — советский и узбекский актёр театра и кино; народный артист СССР (1991), лауреат Государственной премии СССР (1977).

## Биография
Родился 3 января 1938 года в Намангане (Узбекистан).
С детства участвовал в спектаклях Наманганского областного театра музыкальной драмы и комедии им. А. Навои.
В 1959 году окончил Ташкентский театрально-художественный институт им. А. Н. Островского (ныне Государственный институт искусств и культуры Узбекистана).
С 1958 года — актёр Узбекского академического театра драмы им. Хамзы (с 2001 — Узбекский национальный академический драматический театр) в Ташкенте, на сцене которого сыграл около пятидесяти ролей.
Более 20 лет (до 2013 года) — директор театра.
В 2015 году в Узбекском национальном академическом драматическом театре создал новый театр-студию  «Школа актёрского мастерства».
В кино начал сниматься в 1958 году. Сыграл около сорока ролей. Участвовал в дублировании на узбекский язык более 400 фильмов.
Член КПСС с 1970 года.

## Фильмография
- 1958 — Очарован тобой — прохожий
- 1959 — Фуркат — Фуркат
- 1961 — Дочь Ганга — Окхой
- 1961 — Зумрад — Кадыров
- 1963 — Двенадцать часов жизни — Алим
- 1969 — Минувшие дни — Азизбек
- 1970 — Гибель Чёрного консула — Сеид Алим-хан, эмир Бухары
- 1971 — Без страха — Ишан
- 1971 — Драма любви — Умар
- 1971 — Здесь проходит граница — Талибхан
- 1972 — Возраст тревог — прокурор
- 1972 — Этот славный парень
- 1972 — Шашмаком
- 1972 — Навстречу тебе — Сафар
- 1973 — Караван — Эргаш
- 1973 — Побег из тьмы — Султанали
- 1973 — Чинара — сын Ачил-Бувы
- 1974 — Главный день — "сутулый"
- 1975 — Эти бесстрашные ребята на гоночных автомобилях
- 1976 — Далёкие близкие годы — Ибрагимов
- 1976 — Седьмой джин — главный джин
- 1977 — Озорник — любовник жены ростовщика
- 1978-1984 — Огненные дороги — шейх Исмаил-Ходжа
- 1979 — На ринг вызывается... — эпизод
- 1979 — Приключения Али-Бабы и сорока разбойников — Касым
- 1979 — Путешествие достойных — последний эмир Бухары
- 1985 — Прощай, зелень лета… — секретарь парткома
- 1987 — Смысл жизни — эпизод
- 1988 — Мужчина для молодой женщины — эпизод
- 1989 — Шок — главный редактор
- 1990 — Битва трёх королей — Фуркат
- 1990 — Мальчики из Танги — эпизод
- 1991 — Ау! Ограбление поезда — эпизод
- 1992 — Останься...
- 1992 — Золотая стена — камео
- 1994 — Перед рассветом
- 1997 — Минувшие дни
- 1998 — Шайтанат — царство бесов — Халид, ученый-историк
- 2000 — Сардор — генерал
- 2004 — Терпение — Юлдашев
- 2010 — Угроза
- 2011 — Патриоты — Якуб Азизов
- 2014 — Хочу видеть — профессор медицины
- 2015 — Гостиница — Вохид Кодирович, хозяин гостиницы
- 2016 — Барон — отец полковника
- 2018 — Гостиница-2 — Вохид Кодирович, хозяин гостиницы

## Театральные работы
- 1966 — «Ой тутилган тунда» — Оқ йигит
- 1966 — «Два веронца» У. Шекспира — Протей
- 1967 — «Последняя жертва» А. Островского — Дульчин
- 1973 — «Абу Райхан Беруни» Уйгуна — Беруни
- 1977 — «Антигона» Софокла — Креонт
- 1978 — «Живой труп» Л. Толстого — Каренин
- 1982 — «Бай и батрак» Хамзы — Салихбай
- 1983 — «Абай» М. Ауэзова — Абай
- 1983 — «Звёздные ночи» («Юлдузли тунлар») П. Кадырова — Бабур
- 1983 — «Зебуниссо» Уйгуна — Шохджахон
- 1984 — «Отелло» У. Шекспира — Отелло
- 1985 — «Маршал Жуков» — Жуков
- 1988 — ««Минувшие дни»» по А. Кадыри — Юсуфбек ходжи[4]
- 1991 — «Алишер Навои» И. Султанова и Уйгуна — Алишер Навои
- «Мирзо Улугбек» М. Шейхзаде — Али Кушчи
- «Мотылёк» Уйгуна — Мурад
- «Заря революции» («Бухара») К. Яшена — Фазылходжи
- «Ҳазрати аёл» О. Жахоновой — Саксон Нуртоевич
- «Puch» А. Ибрагимова — To‘lagan
- «To‘maris» С. Сирожиддинова — Кайхисрав
- «Горизонт» по С. А. Хусанходжаеву — Икрамджан
- «Мария Стюарт» Ф. Шиллера — Лестер
- «Король Лир» У. Шекспира — Альбени
- «Шестое июля» М. Шатрова  — Свердлов
- «Священная кровь» («Кутлуг кон») по М. Ташмухамедову
- «Семь криков в океане» («Етти фарёд») А. Касоны

## Звания и награды
- Народный артист Узбекской ССР (1974)
- Народный артист СССР (1991)
- Государственная премия СССР 1977 — за роль Фазылходжи в спектакле «Заря революции» («Бухара») К. Яшена
- Орден «За бескорыстную службу» (Узбекистан) (2018)[5].
- Орден «Дустлик» (Узбекистан) (1997)
- Медаль «Трудовая доблесть» (Узбекистан, 2005)
- Почётная грамота Министерства по делам культуры и спорта Узбекистана (2013) — в связи с 75-летием